# Enock Kwateng
Enock Kwateng (Mantes-la-Jolie, 9 de abril de 1997) es un futbolista francés que jugó de defensa en el Ankaragücü de la Superliga de Turquía.

## Trayectoria
Kwateng comenzó su carrera deportiva en el F. C. Nantes "II" en 2014, debutando con el primer equipo el 15 de agosto de 2015 frente al Angers SCO, en un partido de la Ligue 1.

### Girondins de Burdeos
En 2019 fichó por el Girondins de Burdeos.

## Selección nacional
Kwateng fue internacional sub-16, sub-17, sub-18, sub-19 y sub-20 con la selección de fútbol de Francia.
Con la selección sub-19 disputó el Campeonato Europeo de la UEFA Sub-19 2016, proclamándose campeona del mismo.

## Clubes
| Club                 | País    | Año       |
| -------------------- | ------- | --------- |
| F. C. Nantes "II"    | Francia | 2014-2015 |
| F. C. Nantes         | Francia | 2015-2019 |
| Girondins de Burdeos | Francia | 2019-2022 |
| Ankaragücü           | Turquía | 2023-2024 |

## Palmarés

### Títulos internacionales
| Título         | Club (*)                    | Sede     | Año  |
| -------------- | --------------------------- | -------- | ---- |
| Europeo sub-19 | Selección sub-19 de Francia | Alemania | 2016 |

(*) Incluyendo la selección.